# Єлена Антонія
Єлена Антонія (пол. Helena Antonia z Liège; 1550, Льєж, Іспанські Нідерланди, Священна Римська імперія — 1595) — бородата жінка і придворний блазень Марії Іспанської, фаворитка Маргарити Австрійської , фрейліна Констанції Австрійської.
Зображено на кількох портретах, а також у творах графіки. Одна з ранніх задокументованих бородатих жінок.